# Nicolas Pourbaix
Nicolas Pourbaix est un architecte belge de la période Art nouveau.

## Immeubles de style "Art nouveau" teinté d'éclectisme
- 1909 : maison d’Henri Vanderborght, avenue de Tervueren, 305[1]

mélange des styles Beaux-Arts et Art nouveau

## Immeubles de style  néo-Renaissance[2]
- 1912 : jardin d'hiver de l'hôtel de maître situé rue de Suisse n° 8

jardin d'hiver démoli en 1926

## Immeubles de style éclectique[2]
- 1914 : ensemble de deux maisons pour Arthur Pigeolet, rue Louis Hymans, 6-8 à Ixelles
- 1921 : hôpital de Boussu

## Immeubles de style normand
- 1909 : hôpital du Bois-du-Luc